# Державний російський драматичний театр (Таллінн)
Державний російський драматичний театр або просто Російський театр Естонії (ест. Vene Teater, рос. Русский театр Эстонии) — один із театрів у столиці Естонії місті Таллінні, російський драматичний.

## Загальні дані
Державний російський драматичний театр  — це репертуарний театр, розташований у само́му середмісті Таллінна (Вабадусе вальяк 5). 
Будівля, в якій міститься приміщення театру, збудована 1926 року за проєктом Ф. Скуїньша як кінотеатр, відзначається пишнотою інтер'єру. 
У одному з фоє театру міститься художня галерея, де виставляють свої роботи естонські та російські художники. У будівлі часто відбуваються гастролі відомих театральних і музичних колективів Росії та інших країн. 
Театральна зала (партер і балкон) розрахована на 661 місце. Дзеркальне фоє (розраховане на близько 70 місць) використовується і як зала для творчих зустрічей, вечорів, презентацій тощо. У Рожевому фоє на другому поверсі розташований затишний театральний бар, що обслуговує відвідувачів під час вистав.

## З історії та сьогодення театру
Державний російський драматичний театр Естонії було відкрито в Таллінні 15 грудня 1948 року і дотепер він є єдиним професійним російським театром Естонії. 
Основу театру склали випускники найстарішого театрального вишу Москви ГІТІСу (нині Російська Академія театрального мистецтва) — курс професора В. Бєлокурова. 
На сцені Російського театру Естонії здійснювали постановки дуже відомі українські, російські та естонські режисери — Роман Віктюк, Андрій Тарковський, Юрі Сілларт, Лембіт Ульфсак тощо.
З відомих акторів театру — прима київського Національного академічного театру російської драми імені Лесі Українки Ада Роговцева та народний артист Росії Олег Стриженов.
Театр випускає 8—10 прем'єр щороку. Деякі з вистав ставлять на «незвичному» майданчику (т.зв. «мала сцена») — у Дзеркальному фоє театру, репертуар якого складає переважно російська класика. 
Від 7 січня 2007 року театром керує Яанус Кукк.

## Репертуар і діяльність

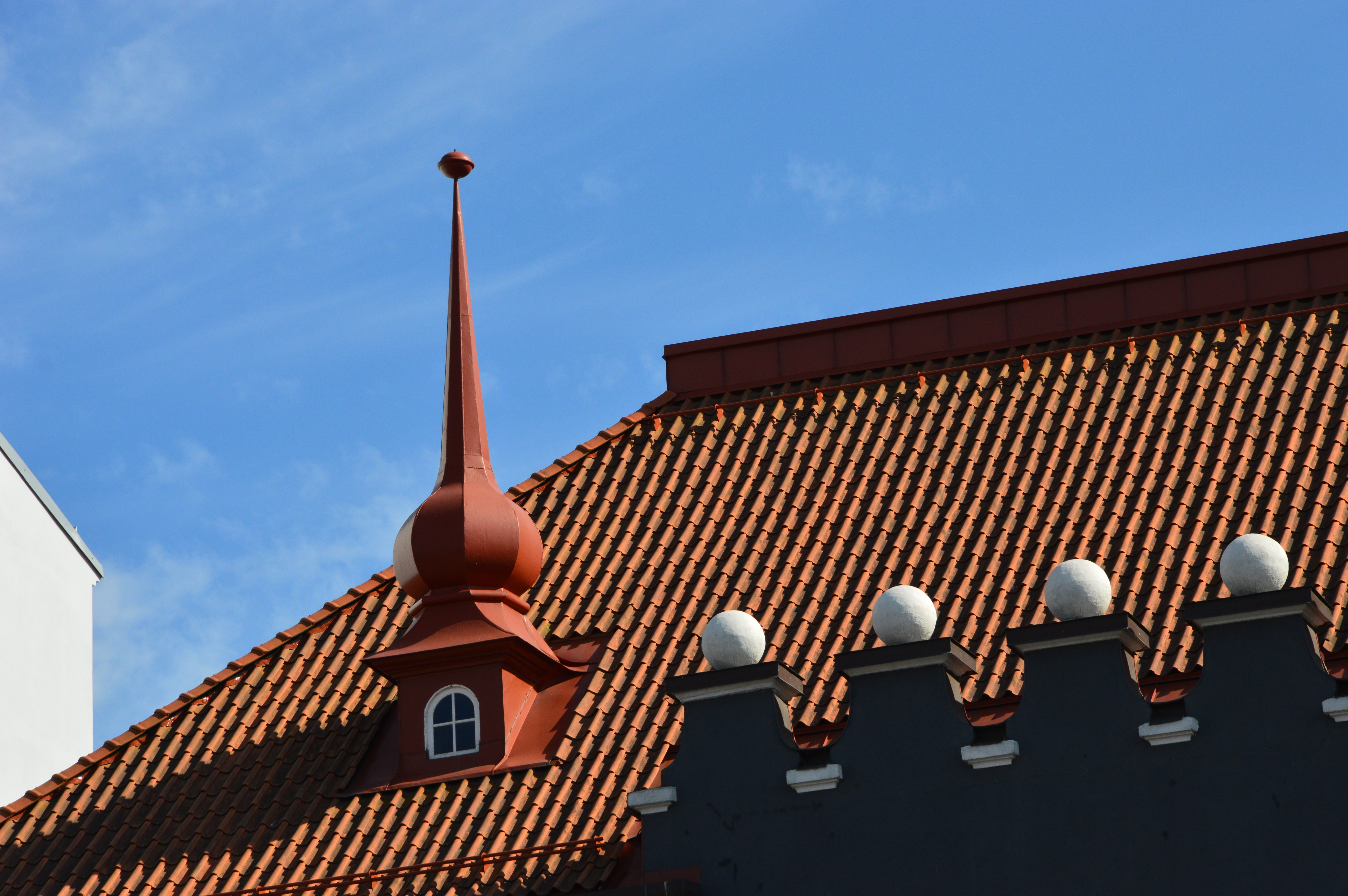
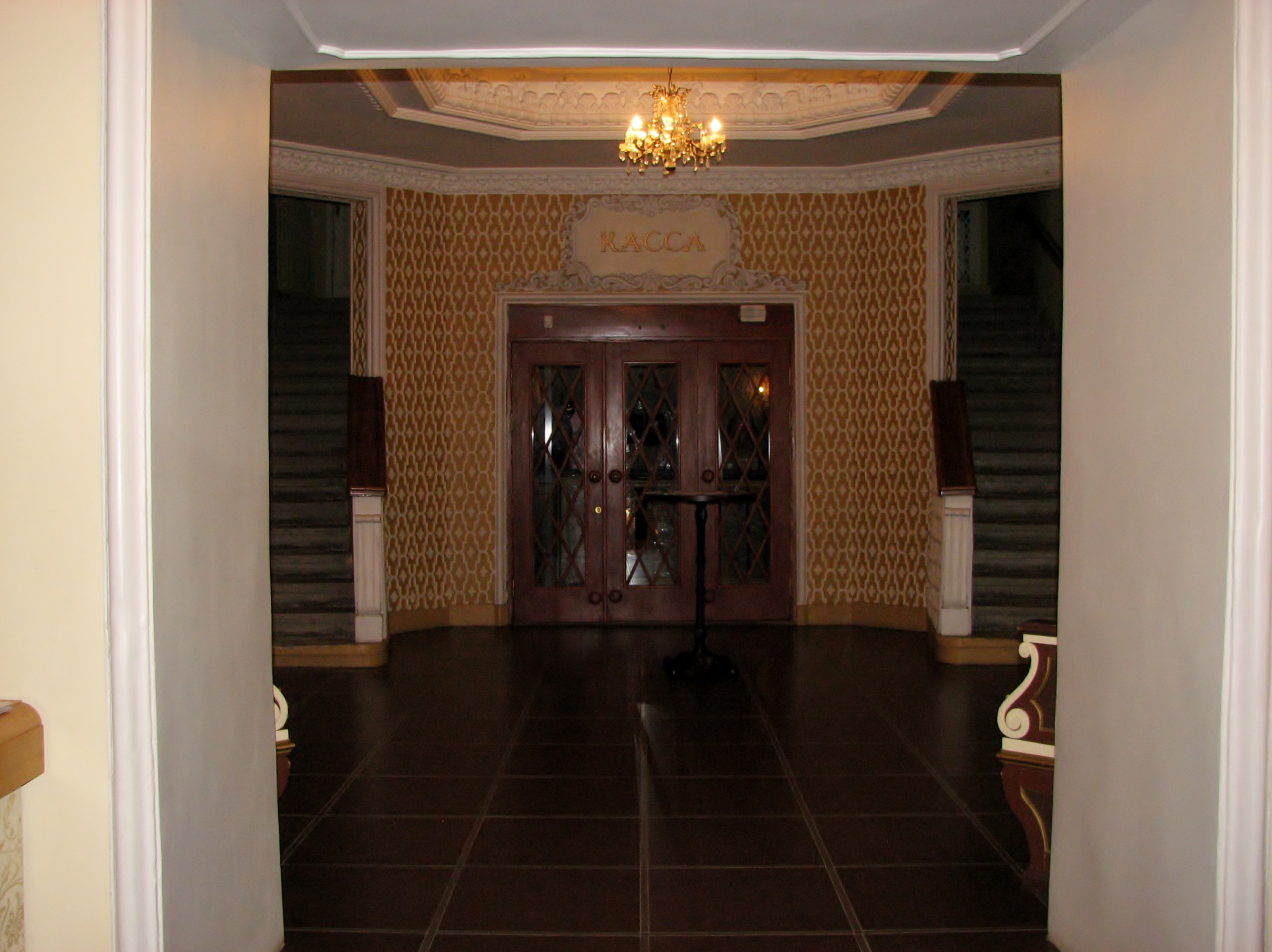
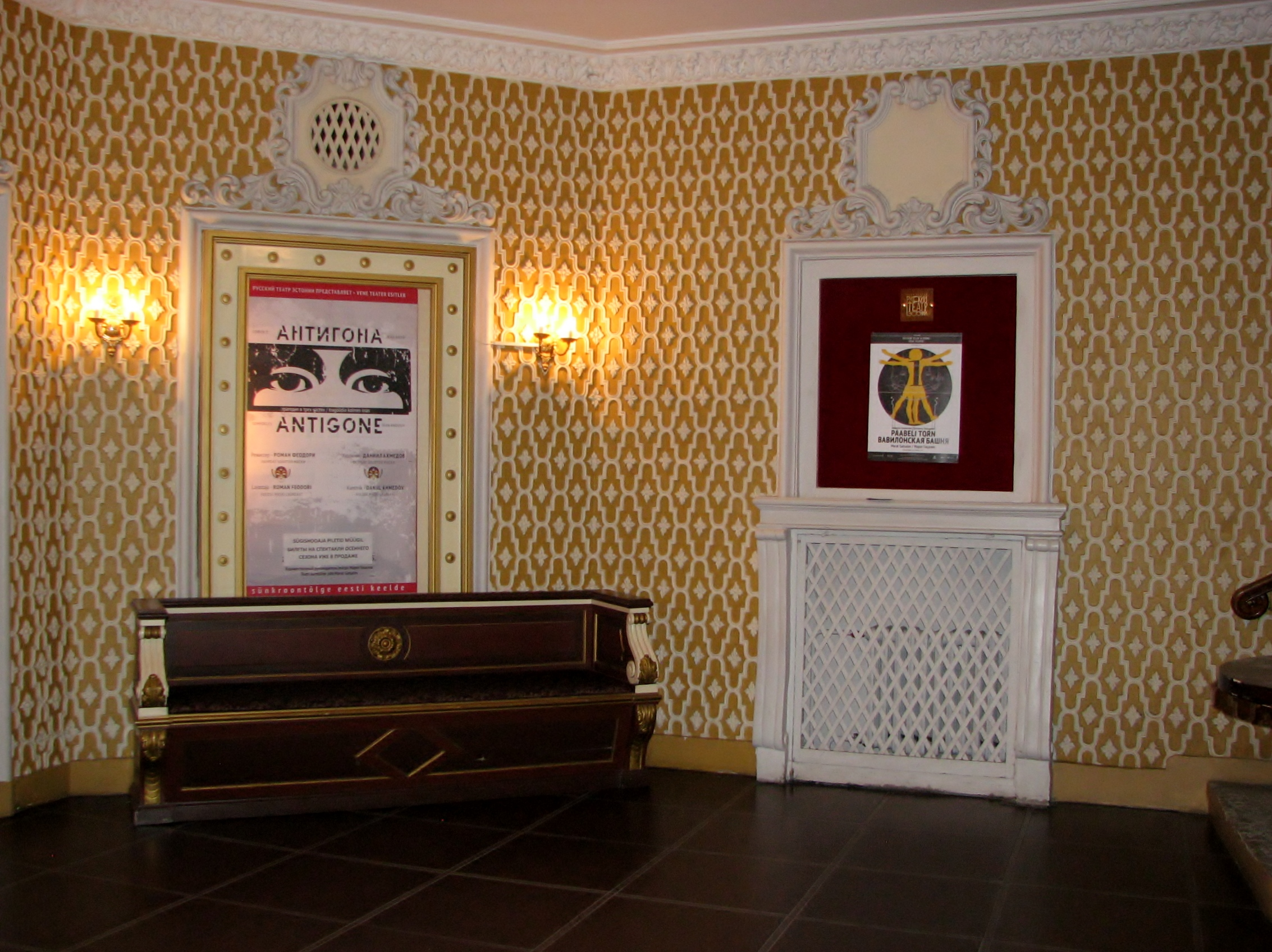

За понад 50 років свого існування Державний російський драматичний театр у Таллінні випустив близько 500 вистав. Це постановки сучасних російських та світових драматургів, російська та світова класика, естонська драматургія, вистави для дітей. 
Останніми роками (2000-ні) колектив театру чимало гастролював — по Росії (Москва, Санкт-Петербург, Новгород), балтійських країнах (Рига, Вільнюс), брав участь у низці фестивалів.